# La Paz Robles
La Paz Robles, a volte chiamato Los Robles La Paz ma spesso semplicemente La Paz, è un comune della Colombia facente parte del dipartimento di Cesar.
Il centro abitato venne fondato da Simon de Torres, Leonardo del Castillo, Arcisclo Arzuaga e Juan Oñate nel 1775, mentre l'istituzione del comune è del 21 dicembre 1967.